# The Daily News (Perth)
The Daily News war eine australische Abendzeitung, die in Perth, Western Australia, von 1882 bis zu ihrer Auflösung 1990 herausgegeben wurde. Die Ursprünge der Zeitung reichen jedoch bis in das Jahr 1840 zurück.

## Geschichte

### Ursprünge
Eine der ersten Zeitungen in Western Australia war The Inquirer, welche von Francis Lochee und William Tanner am 5. August 1840 gegründet wurde. Ab 1843 war Lochee alleiniger Besitzer und Herausgeber der Daily News bis zum Mai 1847, als er diese an Edmund Stirling verkaufte, den früheren Compositor des Blatts.
Im Juli 1855 erwarb The Inquirer das kurz zuvor gegründete Finanzblatt The Commercial News and Shipping Gazette von J.R. Sholl. Beide Blätter wurden fusioniert und fortan als Inquirer and Commercial News als Wochenzeitung bis zum 28. Juni 1901 mit geteilten Anteilen von Stirling und Sholl geführt. Ab April 1873 wurde die Zeitung nach dem Abgang von Scholl von Stirling und seinen Söhnen John, Fred und Horace, bekannt als Stirling & Sons, weitergeführt. Fünf Jahre später trat auch Stirling zurück und die drei Söhne übernahmen die Kontrolle der Zeitung als Stirling Bros.
Die Stirling-Brüder gründeten die Daily News im Juli 1882 und im Jahr 1901 wurde die Inquirer and Commercial News in eben jene Daily News eingegliedert.
Die Samstagsausgabe hieß fortan Weekend News und das Weekend Magazine der Daily News wurde später an The West Australian abgegeben.

### Spätere Jahre
Nach der starken Konkurrenz durch das Fernsehen verloren zahlreiche australische Abendzeitungen an Bedeutung und Abnehmern, so dass auch die Daily News 1990 vom Markt genommen wurde.